# Unirea (okręg Călărași)
Unirea – wieś w Rumunii, w okręgu Călărași, w gminie Unirea. W 2011 roku liczyła 2177 mieszkańców.